# العلاقات الإسبانية اللبنانية
العلاقات الإسبانية اللبنانية هي العلاقات الثنائية التي تجمع بين إسبانيا ولبنان.

## مقارنة بين البلدين
هذه مقارنة عامة ومرجعية للدولتين:
| وجه المقارنة                                              | إسبانيا                                                                             | لبنان                                                                |
| --------------------------------------------------------- | ----------------------------------------------------------------------------------- | -------------------------------------------------------------------- |
| المساحة (كم2)                                             | 505.99 ألف                                                                          | 10.45 ألف                                                            |
| عدد السكان (نسمة)                                         | 46.73 مليون                                                                         | 6.10 مليون                                                           |
| الكثافة السكانية (ن./كم²)                                 | 92.35                                                                               | 583.73                                                               |
| العاصمة                                                   | مدريد                                                                               | بيروت                                                                |
| اللغة الرسمية                                             | اللغة الإسبانية، اللغة الغاليسية، لغة بشكنشية، اللغة الكتالونية، اللغة الأوكسيتانية | اللغة العربية، لغة فرنسية                                            |
| العملة                                                    | يورو، بيزيتا إسبانية                                                                | ليرة لبنانية                                                         |
| الناتج المحلي الإجمالي (بليون دولار)                      | 1.31 تريليون                                                                        | 51.84 مليار                                                          |
| الناتج المحلي الإجمالي (تعادل القوة الشرائية) بليون دولار | 1.77 تريليون                                                                        | 81.54 مليار                                                          |
| الناتج المحلي الإجمالي الاسمي للفرد دولار أمريكي          | 28.16 ألف                                                                           | 8.05 ألف                                                             |
| الناتج المحلي الإجمالي للفرد دولار أمريكي                 | 38.00 ألف                                                                           | 17.46 ألف                                                            |
| مؤشر التنمية البشرية                                      | 0.876                                                                               | 0.769                                                                |
| رمز المكالمات الدولي                                      | +34                                                                                 | +961                                                                 |
| رمز الإنترنت                                              | .es                                                                                 | .lb                                                                  |
| المنطقة الزمنية                                           | ت ع م+01:00، ت ع م+02:00                                                            | ت ع م+02:00، ت ع م+03:00، توقيت شرق أوروبا، توقيت شرق أوروبا الصيفي ‏ |

## مدن متوأمة
في ما يلي قائمة باتفاقيات التوأمة بين مدن إسبانية ولبنانية:
- ترتبط مالقة مع صور باتفاقية توأمة.
- ترتبط قادس مع جبيل باتفاقية توأمة منذ 1986.

## منظمات دولية مشتركة
يشترك البلدان في عضوية مجموعة من المنظمات الدولية، منها:
| علم المنظمة | اسم المنظمة                               | تاريخ انضمام إسبانيا | تاريخ انضمام لبنان |
| ----------- | ----------------------------------------- | -------------------- | ------------------ |
|             | مؤسسة التنمية الدولية                     | 18 أكتوبر 1960       | 10 أبريل 1962      |
|             | يونسكو                                    | 30 يناير 1953        | 4 نوفمبر 1946      |
|             | وكالة ضمان الاستثمار متعدد الأطراف        | 29 أبريل 1988        | 19 أكتوبر 1994     |
|             | الأمم المتحدة                             | 14 ديسمبر 1955       | 24 أكتوبر 1945     |
|             | الاتحاد البريدي العالمي                   | ?                    | ?                  |
|             | البنك الدولي للإنشاء والتعمير             | 15 سبتمبر 1958       | 14 أبريل 1947      |
|             | الاتحاد الدولي للاتصالات                  | 1866                 | 12 يناير 1924      |
|             | منظمة حظر الأسلحة الكيميائية              | ?                    | ?                  |
|             | مؤسسة التمويل الدولية                     | 24 مارس 1960         | 28 ديسمبر 1956     |
|             | المركز الدولي لتسوية المنازعات الاستشارية | 17 سبتمبر 1994       | 25 أبريل 2003      |
|             | منظمة الشرطة الجنائية الدولية             | ?                    | ?                  |

## أعلام
هذه قائمة لبعض الشخصيات التي تربطها علاقات بالبلدين:
- روبرتو مرعي (سائق سيارة سباق إسباني، 22 مارس 1991 – )
- قائمة اللبنانيين في اسبانيا (قائمة ويكيميديا)
- ميخائيل الغزيري (1710[20][21] – 1791[20][21])

## وصلات خارجية
- موقع وزارة الخارجية الإسبانية